# برانكو الطواريء
برانكو الطواريء (بالبوسنوية: Branko Đurić)‏ (و. 1962 – م) هو ممثل من البوسنة والهرسك . ولد في سراييفو .

## روابط خارجية
- برانكو الطواريء على موقع IMDb (الإنجليزية)
- برانكو الطواريء على موقع ألو سيني (الفرنسية)
- برانكو الطواريء على موقع أول موفي (الإنجليزية)
- برانكو الطواريء على موقع قاعدة بيانات الأفلام السويدية (السويدية)
- برانكو الطواريء على موقع قاعدة بيانات الأفلام السويدية (السويدية)
- برانكو الطواريء على موقع ديسكوغز (الإنجليزية)
- برانكو الطواريء على موقع قاعدة بيانات الفيلم (الإنجليزية)
- برانكو الطواريء على موقع كينوبويسك (الروسية)
- برانكو الطواريء على موقع كينوبويسك (الروسية)